# (2887) Krinov
(2887) Krinov est un astéroïde de la ceinture principale.

## Description
(2887) Krinov est un astéroïde de la ceinture principale. Il fut découvert le 22 août 1977 à Naoutchnyï par Nikolaï Tchernykh. Il présente une orbite caractérisée par un demi-grand axe de 2,26 UA, une excentricité de 0,15 et une inclinaison de 4,4° par rapport à l'écliptique.

## Compléments